# Selim Aydemir
Selim Aydemir (sinh 26 tháng 10 năm 1990) là một cầu thủ bóng đá Thổ Nhĩ Kỳ thi đấu cho BB Erzurumspor.